# Cantuaria maxima
Cantuaria maxima är en spindelart som beskrevs av Forster 1968. Cantuaria maxima ingår i släktet Cantuaria och familjen Idiopidae. Inga underarter finns listade.